# Удегейська мова
Удегейська мова (удейська мова, мова уде) — мова удегейців.
Належить до тунгусо-маньчжурських мов алтайської мовної родини. 

## Характерні риси удегейської мови
Фонетика:
- наявність коротких і довгих голосних;
- серед приголосних є гортанно-зімкнений і фарингальний щілинний.

Морфологія:
- аглютинативна граматична побудова;
- сингармонізм взаємодіє з асиміляцією приголосних.

Синтаксис:
- порядок слів у реченні сталий.

## Викорінення удегейської мови
В 1938 році Євгеній Робертович Шнейдер, автор і перекладач перших книг удегейською мовою, був оголошений Радянською владою ворогом народу, арештований і розстріляний. В цей же час НКВС вилучали зі шкільних бібліотек та домів всі книги удегейською мовою з метою спалення. Дітям в школі забороняли розмовляти рідною мовою.